# The Disciple (film 1915)
The Disciple è un film muto del 1915 diretto da William S. Hart e, non accreditato, Clifford Smith.

## Trama
A Barren Goulch, piccola cittadina di frontiera, arriva il predicatore Jim Houston insieme alla moglie Mary e alla figlia Alice. Il nuovo arrivato, che vuole portare la parola delle scritture in mezzo ai senza dio, ha il sostegno dello sceriffo "Birdshot" Bivens, ma si scontra - tra gli altri - con il tenutario del saloon, "Doc" Hardy.
Mentre il predicatore costruisce una chiesa, Mary viene sedotta da Hardy che la induce ad abbandonare la famiglia per scapparsene con lui. Houston, amareggiato, lascia la città con la piccola Alice.
Tempo dopo, a Mary giunge la notizia che il marito sia morto. Torna quindi insieme ad Hardy a Barren Goulch. Durante una terribile tempesta, trova rifugio in una capanna fuori città dove ritrova la figlia, gravemente malata, e il marito vivo. Houston, per salvare la figlia, risparmia Hardy, che è medico (come suggerisce il suo soprannome, "Doc"). Quest'ultimo, allora, mette Mary davanti a una scelta: o resta con lui o con il marito. Mary, indicando Alice nel letto, decide di ritornare con Houston.

## Produzione
Il film fu prodotto dalla Kay-Bee Pictures e dalla New York Motion Picture. Venne girato in California, a Santa Clarita e al Melody Ranch, al 24715 Oak Creek Avenue, a Newhall con un budget stimato di 8.000 dollari. Le riprese durarono dal 27 maggio 1915 al 2 luglio 1915.

## Distribuzione
Distribuito dalla Triangle Distributing, uscì nelle sale cinematografiche statunitensi il 17 ottobre 1915.
Il film fu riedito nel 1924, con nuovi sotto titoli, dalla Tri-Stone Pictures, Incorporated, Copie della pellicola sono oggigiorno conservate negli archivi della Library of Congress e in quelli dell'International Museum of Photography and Film at George Eastman House.